# Kommando Marineführungssysteme

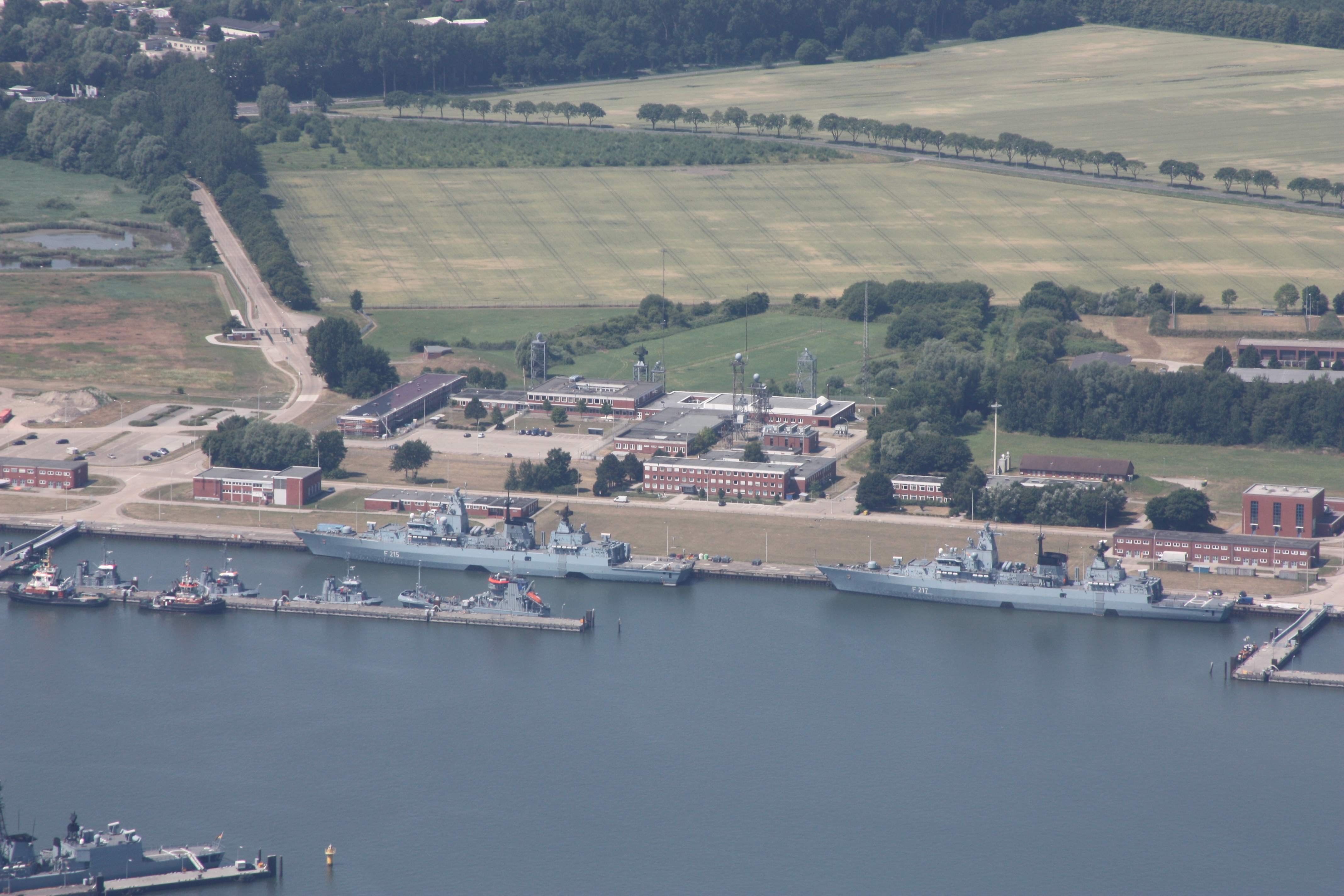
Luftaufnahme des Kommandos Marineführungssysteme

Das Kommando Marineführungssysteme (KdoMFüSys) war ein dem Marineamt direkt unterstelltes Fachkommando der Marine. Es wurde am 3. Juli 1967 in Sengwarden aufgestellt und zog am 1. Februar 1968 in Neubauten auf dem Gelände des Marinestützpunkts Heppenser Groden. Hintergrund der Aufstellung war die Beschaffung der Lenkwaffenzerstörer der Lütjens-Klasse Lütjens, Mölders und Rommel, da für diese erstmals mit computergesteuerten Führungssystemen (SATIR) ausgestatteten Kriegsschiffe ein Programmierzentrum benötigt wurde.
In den folgenden Jahrzehnten leistete das KdoMFüSys wesentliche Beiträge bei der Entwicklung und Nutzungsunterstützung der Einsatzsysteme neu zulaufender Schiffs- und Bootsklassen. Das Kommando hatte seinen Hauptsitz auf dem Gelände des Marinestützpunkts Heppenser Groden in Wilhelmshaven. Es wurde am 1. Oktober 2012 in die Abteilung II (Einsatzunterstützung/Einsatzprüfung) des neu aufgestellten Marineunterstützungskommandos eingegliedert, wobei die technischen Anlagen an ihrem Standort verbleiben.

## Aufgaben
Die wesentlichen Aufgaben waren zuletzt:
- Spezifikation von Einsatzführungssystemen (EFS) der Marine in allen Phasen der Entwicklung und Beschaffung,
- Softwarepflege an und -änderung von EFS in der Nutzung,
- Erstellung und Pflege von Parameterdatenbanken,
- Entwicklung von elektronischen Gegenmaßnahmen für die schwimmenden Einheiten der Deutschen Marine,
- Unterstützen  der vernetzten Ausbildung sowie Durchführen von Interoperabilitätstests von EFS im nationalen und internationalen Verbund,
- Durchführen der Ausbildung von Bedienern und Systemtechnikern dieser Systeme.

## Organisation und Personal
Das KdoMFüSys war dem Marineamt unterstellt und gliederte sich in fünf Fachgruppen:
- die Fachgruppe ES – Einsatzsysteme, deren Aufgabe die Spezifikation (requirement engineering) von Einsatzführungssystemen sowie Softwaredesign und Programmierung einiger dieser Systeme war,
- die Fachgruppe EU – Einsatzunterstützung, deren Aufgabe die Pflege von Datenbasen zur Parametrisierung und Skalierung der Einsatzsysteme, (z. B. der  der Fregatte der Sachsen-Klasse) war,
- die Fachgruppe TAUES – Taktischer Ausbildungs-, Unterstützungs- und Erprobungssystemverbund, beauftragt mit Betrieb und Vernetzung der Simulationsumgebung der Marine,
- die Fachgruppe ST – Systemtechnik, die die für die Systementwicklung erforderlichen Arbeitsumgebungen sowie die Haustechnik betrieb,
- die dem Admiral Weiterentwicklung und Ausbildung im Marineamt fachlich unterstellte Lehrgruppe Systemausbildung Marine, die lehrgangsgebundene Ausbildung für Instandhalter und Bediener der Einsatzführungssysteme durchführte,

und eine Stabsgruppe mit
- Qualitätsmanagement
- Controlling, sowie
- einem dem Kommandeur zuarbeitenden Stab mit den klassischen militärischen Führungsgrundgebieten Personal, Organisation, Sicherheit und Logistik.

Insgesamt leisteten ca. 340 Soldaten, Beamte und Zivilangestellte Dienst im KdoMFüsys.

## Unterstützte Systeme
Obwohl u. a. im Zusammenhang mit der Neuordnung des Rüstungswesens der Bundeswehr (CPM) die Aufgaben der Softwareentwicklung und Programmierung zunehmend an die Industrie vergeben wurden, stellte das KdoMFüSys noch den Hauptanteil an den Programmierteams für folgende Systeme:
- SATIR (System zur Auswertung Taktischer Informationen auf Rechnerschiffen), eingesetzt auf Fregatten der Bremen- und Brandenburg-Klasse,
- AGIS (Automatisches Gefechts-Informationssystem) der Schnellboote der Klasse Gepard-Klasse,
- PALIS (Passiv-Aktiv Link System) der Minenjagdboote Kl. 333 und Hohlstablenkboote Kl. 352 (beide umgebaut aus Schnellem Minensuchboot Kl. 343) und Zerstörer Z101/Z101A (Hamburg-Klasse), und
- FORMASSK (FORMAtierungshilfe SeeStreitKräfte) der Fregatten der Bremen- Brandenburg-Klasse,
- MHQ, das Marinehauptquartier in Glücksburg,
- Datenbasis Marine.

## Verbleib der Aufgaben
Im Zuge der Neuausrichtung der Bundeswehr wurde das Kommando mit dem 30. September 2012 aufgelöst und dem Marineunterstützungskommando und der Marineoperationsschule zugeordnet:
Die Fachgruppen „Einsatzsysteme“, „Einsatzunterstützung“/„TAUES“ und „Systemtechnik“ bilden – mit den neuen Rahmenbedingungen angepassten Aufgaben und Strukturen – drei der vier Fachgruppen in der „Abteilung II Einsatzunterstützung/Einsatzprüfung“ des 2012 aufgestellten Marineunterstützungskommandos (MUKdo). Die vierte Gruppe dieser Abteilung wurde dabei aus dem – ebenfalls zum 30. September 2012 aufgelösten – Kommando für Truppenversuche der Marine (KdoTrVsuM) in Eckernförde gebildet.
Die Lehrgruppe wurde unter Belassung der Aufgaben der in Bremerhaven beheimateten Marineoperationsschule (MOS) unterstellt, wobei der Standort der Lehrgruppe in Wilhelmshaven verblieb.

## Kommandeure (Auswahl)
Folgende Kommandeure waren aktiv:
- Fregattenkapitän Carl Hoffmann: von der Aufstellung bis Oktober 1968
- Kapitän zur See Horst Geffers: von Oktober 1968 bis Juli 1971
- Kapitän zur See Günter Fromm: von Juli 1971 bis Oktober 1973
- Kapitän zur See Wilhelm Kahl: von Oktober 1973 bis 31. März 1978
- Kapitän zur See Willi Krauß: vom 1. April 1978 bis 30. September 1981
- Kapitän zur See Erich Happach: vom 1. Oktober 1981 bis 13. September 1985
- Kapitän zur See Fritz Noblé: vom 14. September 1985 bis 22. September 1989
- Kapitän zur See Karl Heinz Kelle: vom 23. September 1989 bis 24. September 1992
- Kapitän zur See Uwe Kahre: vom 25. September 1992 bis 7. September 1994
- Kapitän zur See Reinhard Kühtze: vom 9. September 1994 bis 11. September 1997
- Kapitän zur See Volkmar Nitsche: vom 12. September 1997 bis 2004
- Kapitän zur See Hans-Joachim Bock: 2005 bis 2008
- Kapitän zur See Günter Steinberg
- Kapitän zur See Ulf-Ingmar Krüger